# درو نيلسون (مغني)
درو نيلسون هو مغني وكاتب أغاني كندي، ولد في 1959.

## وصلات خارجية
- درو نيلسون على موقع ميوزك برينز (الإنجليزية)
- درو نيلسون على موقع ديسكوغز (الإنجليزية)
- درو نيلسون على موقع ديسكوغز (الإنجليزية)